# Joaquín Fernández Blanco
Joaquín Fernández Blanco (n. 1 de enero de 1858, Valparaíso, Chile - 18 de enero de 1924, Santiago, Chile) fue un diputado, ministro y empresario chileno. Fue Caballero gran cruz de la Orden de Isabel la Católica y Comendador de la Orden de la Corona de Italia.

## Biografía
Estudió en el Colegio de los Sagrados Corazones y en el Seminario Conciliar de Valparaíso. Integró las filas del Partido Conservador en 1878 y Partido Liberal Democrático en 1894. 
Fue elegido diputado suplente por Maipo, período 1885 a 1888 y nuevamente diputado suplente por Maipo, período 1888 a 1891. También se desempeñó como Intendente de Santiago, de septiembre de 1896 a 1900; y de Valparaíso, de junio de 1903 a enero de 1906.
Fue ministro de Industria y Obras Públicas, durante el gobierno del presidente Federico Errázuriz Echaurren, y durante la vicepresidencia de don Aníbal Zañartu Zañartu del 1° de mayo al 18 de septiembre de 1901.
Enviado extraordinario y ministro plenipotenciario de Chile en España, en 1918, ministro plenipotenciario de Chile en Portugal, concurrente desde España.
Entre otras cosas fue editor y redactor de "La voz de las provincias".
Fue socio fundador de empresas, como Banco Comercial de Chile, Sociedad de Seguros La Santiago de Chile, Banco de Chile, director fundador de la Bolsa de Comercio, Compañía de Seguros La Estrella de Chile, Sociedad Población Providencia y Sociedad del Diario La Tarde.
Recibió distinciones, como la de Comendador de la Orden de la Corona de Italia, Gran Cruz de la Orden de Isabel la Católica de España, entre otras.
Murió en Santiago, el 18 de enero de 1924.